# Karstädt (Prignitz)
Karstädt település Németországban, azon belül Brandenburgban. Lakosainak száma 5848 fő (2023. december 31.).

## Népesség
A település népességének változása:
| Lakosok száma | 6376 | 5983 | 5989 | 5944 | 5898 | 5980 | 5848 |
|               | 2010 | 2015 | 2017 | 2020 | 2021 | 2022 | 2023 |